# X rond supérieur droit et rond inférieur droit
Cette page contient des caractères spéciaux ou non latins. S’ils s’affichent mal (▯, ?, etc.), consultez la page d’aide Unicode.
Le x rond supérieur droit et rond inférieur droit, , est une lettre additionnelle de l’écriture latine qui est utilisée dans la transcription Teuthonista de l’Atlas der deutschen Mundarten in Tschechien.

## Utilisation
La variante de la transcription phonétique Teuthonista de l’Atlas der deutschen Mundarten in Tschechien (de) utilise le x rond supérieur droit et rond inférieur droit comme symbole phonétique pour représenter une consonne fricative uvulaire sourde longue, notée [χː] avec l’alphabet phonétique international.

## Représentations informatiques
Le x rond supérieur droit et rond inférieur droit n’a pas été codé de manière standardisée et n’a pas de caractère Unicode.